# 2010 en Guinée équatoriale
Cet article présente les faits marquants de l'année 2010 en Guinée équatoriale.

## Évènements

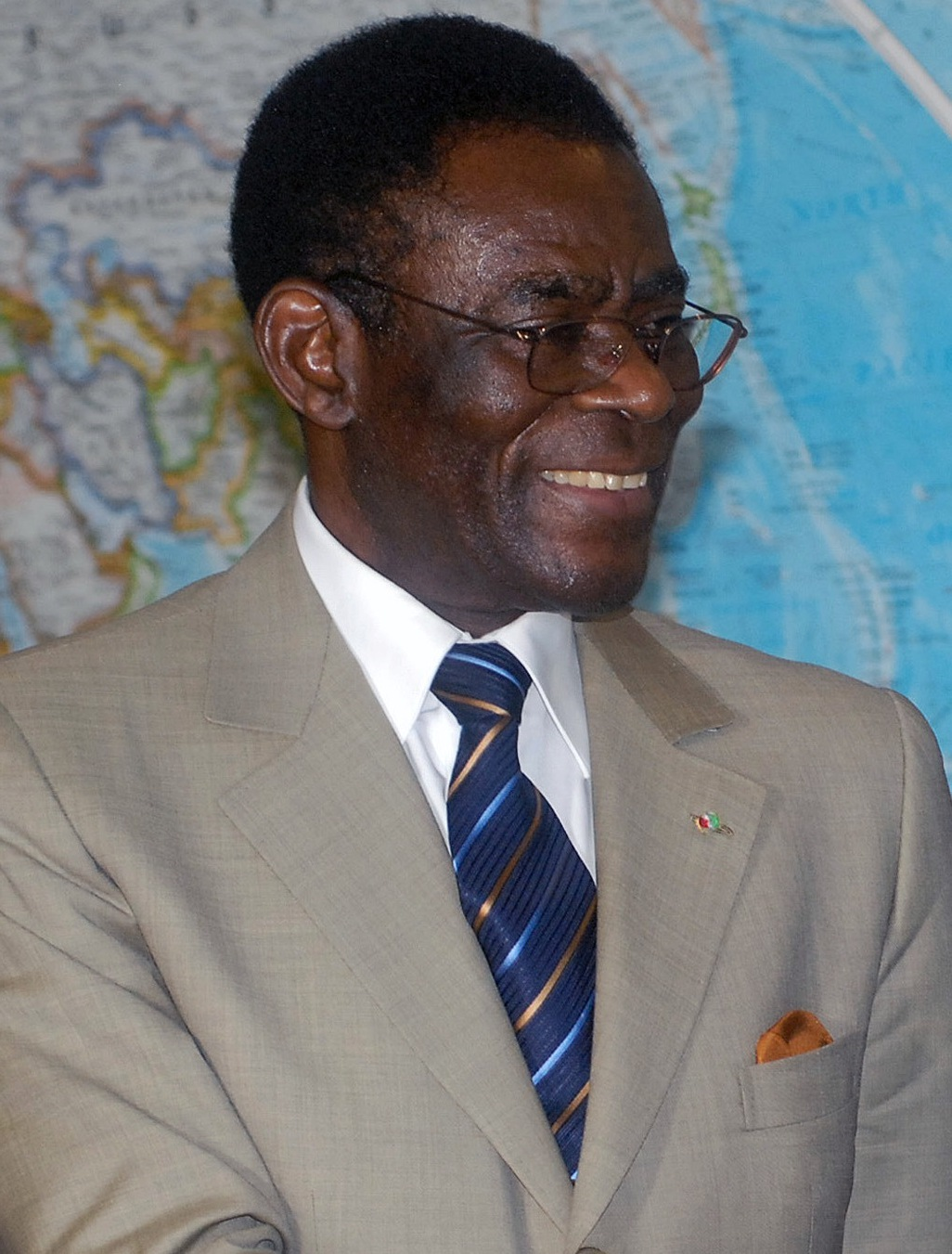
Teodoro Obiang Nguema (février 2008)

### Février
- Dimanche 7 février 2010 : le directeur adjoint de la Sécurité nationale à Bata, le capitaine Bienvenido Esono Engonga, dit « Evu Ekeing » est limogé pour « tentative de putsch » et pour avoir « voulu tuer le président » Teodoro Obiang Nguema à Bata. Il avait été nommé à ce poste en février 2009 lors du remaniement qui avait touché le ministère de la sécurité et défense après une attaque contre le palais présidentiel de Malabo le 17 février 2009[1].

- Mardi 9 février 2010 : sept corps de victimes mortes, non identifiées, ont été trouvés dans la plus grande décharge de Bata, la capitale économique de la Guinée équatoriale.

- Mercredi 17 février 2010 : des hommes armés venus par la mer ont tenté de débarquer à Malabo pour une attaque. Les autorités affirment avoir repoussé l'attaque, qui visait selon elles le palais présidentiel. Elles attribuent l'assaut à des rebelles nigérians avant d'accuser Faustino Ondo Ebang, ex-chef de l'Union populaire (UP, parti d'opposition) réfugié en Espagne depuis 2007, d'en être le « commanditaire ».

- Mardi 23 février 2010 : le ministre de l'Information affirme que des soldats incontrôlés de l'armée camerounaise ont lancé le 17 février une « attaque » dans le but de voler un bateau ravitaillant une plate-forme pétrolière. La Guinée équatoriale affirme disposer d'enregistrements de l'attaque et de l'immatriculation de la vedette. Une délégation diplomatique camerounaise est actuellement à Malabo, au sujet de cette affaire[2].

### Août
- Lundi 16 août 2010 : la présidente du Groupe de travail de l'ONU sur l'utilisation des mercenaires, Amada Benavides de Pérez, et un autre expert, José Luis Gómez del Prado, sont en Guinée équatoriale pour une visite de 5 jours.

- Samedi 21 août 2010 : quatre hommes, trois anciens officiers de l'armée et un civil, accusés d'avoir participé à l'attaque du palais présidentiel en février 2009 et reconnus coupables de terrorisme et de trahison, ont été condamnés à mort par le tribunal militaire de Malabo. Deux autres suspects ont été condamnés à 20 ans de prison pour complicité dans ce procès. Les quatre hommes sont reconnus « criminellement responsables et auteurs de délits d'attentat contre le chef de l'État et représentant du gouvernement, terrorisme et trahison ». Ils ont été exécutés le jour même.

- Samedi 28 août 2010 : le Groupe de travail de l'ONU sur l'utilisation des mercenaires « condamne fermement » l'exécution de quatre hommes pour l'attaque du palais présidentiel en février 2009 après un procès « sommaire ». Il estime que ce procès ne s'est pas tenu « en bonne et due forme » et que le fait que « la sentence ait été exécutée le même jour a dénié aux accusés toute possibilité de faire appel ». »[3].

### Octobre
- Jeudi 21 octobre 2010 : l'Unesco annonce la « suspension » de la mise en œuvre du « prix Unesco–Teodoro-Obiang », destiné à récompenser un chercheur en science de la vie et de la Terre dont les travaux « conduisent à améliorer la qualité de la vie humaine ». Selon 'ONG Human Rights Watch, la suspension de ce prix scientifique, met fin à plusieurs mois d'une polémique embarrassante développée depuis des mois, par des ONG, des universitaires et jusqu'au Prix Nobel de la paix Desmond Tutu, qui appelaient l'Unesco à annuler ce prix, y voyant une opération de communication orchestrée par un chef de l'État au « bilan épouvantable en matière de violation des droits humains et d'une gestion catastrophique de la Guinée équatoriale au cours des trente dernières années »[4].